# Bob ai VI Giochi olimpici invernali - Bob a due maschile
La gara di bob a due maschile ai VI Giochi olimpici invernali si è disputata tra il 14 e il 15 gennaio a Oslo.

## Atleti iscritti
| America (4)                                             | America (4)                                             |
| ------------------------------------------------------- | ------------------------------------------------------- |
| - Stati Uniti (4)                                       |                                                         |
| Europa (32)                                             |                                                         |
| - Austria (4) - Belgio (4) - Francia (4) - Germania (4) | - Italia (4) - Norvegia (4) - Svezia (4) - Svizzera (4) |

## Risultati
| Pos. | Nazione        | Atleti                              | Manche1 | Manche2 | Manche3 | Manche4 | Totale  | Distacco |
| ---- | -------------- | ----------------------------------- | ------- | ------- | ------- | ------- | ------- | -------- |
|      | Germania I     | Andreas Ostler Lorenz Nieberl       | 1:20.76 | 1:21.64 | 1:21.02 | 1:21.12 | 5:24.54 |          |
|      | Stati Uniti I  | Stanley Benham Patrick Henry Martin | 1:22.03 | 1:22.12 | 1:21.21 | 1:21.53 | 5:26.89 | +2.35    |
|      | Svizzera I     | Fritz Feierabend Stephan Waser      | 1:22.13 | 1:22.46 | 1:21.67 | 1:21.45 | 5:27.71 | +3.17    |
| 4    | Svizzera II    | Felix Endrich Werner Spring         | 1:22.14 | 1:22.32 | 1:22.50 | 1:22.19 | 5:29.15 | +4.61    |
| 5    | Francia II     | André Robin Henri Rivière           | 1:23.22 | 1:23.06 | 1:22.85 | 1:22.85 | 5:31.98 | +7.44    |
| 6    | Belgio I       | Marcel Leclef Albert Casteleyns     | 1:22.09 | 1:23.69 | 1:22.94 | 1:23.79 | 5:32.51 | +7.97    |
| 7    | Stati Uniti II | Fred Fortune John L. Helmer         | 1:23.46 | 1:24.48 | 1:23.15 | 1:22.73 | 5:33.82 | +9.28    |
| 8    | Svezia I       | Olle Axelsson Jan Lapidoth          | 1:24.30 | 1:23.92 | 1:23.46 | 1:24.09 | 5:35.77 | +11.23   |
| 9    | Austria I      | Karl Wagner Franz Eckhardt          | 1:24.16 | 1:24.54 | 1:24.00 | 1:24.34 | 5:37.04 | +12.50   |
| 10   | Italia II      | Alberto Della Beffa Dario Colombi   | 1:23.86 | 1:24.71 | 1:24.03 | 1:24.62 | 5:37.22 | +12.68   |
| 11   | Germania II    | Theo Kitt Friedrich Kuhn            | 1:24.43 | 1:25.22 | 1:24.52 | 1:24.08 | 5:38.25 | +13.71   |
| 12   | Italia I       | Umberto Gilarduzzi Luigi Cavalieri  | 1:23.86 | 1:25.26 | 1:24.80 | 1:24.44 | 5:38.36 | +13.82   |
| 13   | Norvegia I     | Arne Holst Kåre Christiansen        | 1:24.52 | 1:24.77 | 1:24.24 | 1:24.88 | 5:38.41 | +13.87   |
| 14   | Norvegia II    | Erik Tandberg Curt James Haydn      | 1:26.33 | 1:24.82 | 1:24.23 | 1:24.24 | 5:39.62 | +15.08   |
| 15   | Svezia II      | Kjell Holmström Nils Landgren       | 1:25.76 | 1:25.84 | 1:25.65 | 1:25.57 | 5:42.82 | +18.28   |
| 16   | Austria II     | Heinz Hoppichler Wilfried Thurner   | 1:30.27 | 1:28.30 | 1:27.78 | 1:27.51 | 5:53.86 | +29.32   |
| 17   | Francia I      | Robert Guillard Joseph Chatelus     | 1:29.68 | 1:28.84 | 1:28.71 | 1:28.08 | 5:55.31 | +30.77   |
| 18   | Belgio II      | Charles De Sorgher André De Wulf    | 1:29.49 | 1:29.00 | 1:29.29 | 1:30.50 | 5:58.28 | +33.74   |